# António Aloísio Jervis de Atouguia
António Aloísio Jervis de Atouguia (Funchal, 7 de Julho de 1797 – Lisboa, 17 de Maio de 1861), 1.º visconde de Atouguia, foi um político da linha saldanhista do tempo da monarquia liberal portuguesa que, entre outras funções, foi Deputado às Cortes (de que foi presidente), Governador Civil, Secretário de Estado, Ministro e Par do Reino. Pertenceu à Maçonaria.

## Biografia
Foi filho do morgado Manuel de Atouguia Jervis, bisneto por varonia dum Inglês, e de sua mulher Antónia Joana do Carvalhal Esmeraldo, ambos ligados às mais importantes famílias madeirenses da época. Foi baptizado na capela de Nossa Senhora da Piedade, na Cruz do Carvalho, em cerimónia oficiada pelo cónego e deão da Sé do Funchal, Dr. João Francisco Lopes da Rocha.
Depois de ter feito estudos primários no Funchal, foi enviado para o colégio de Old Hall Green, em Londres, onde frequentou estudos preparatórios para ingresso na Universidade. Formou-se bacharel em Matemática pela Universidade de Coimbra no ano de 1822, prosseguindo uma carreira de engenheiro militar que o levaria a Lente da Academia Real de Marinha e depois a professor na Academia Militar.
Aderiu ao liberalismo, tendo estado exilado em Inglaterra e depois na ilha Terceira, onde fez parte das forças militares que defenderam aquela ilha. Participou no desembarque do Mindelo. Foi Governador Civil do Porto em 1836.
Jervis de Atouguia ingressou na Maçonaria numa barraca da carbonária criada em Angra durante o período em que as força liberais estiveram acantonadas na ilha Terceira e que durou até Julho de 1833. Era uma loja dominada por saldanhistas que incluía entre os seus membros Francisco Soares Caldeira. Quando as forças liberais se instalaram na cidade do Porto, Jervis de Atouguia manteve-se em idêntica organização, em conjunto, entre outros, com António César de Vasconcelos Correia, João Carlos de Saldanha, José Lúcio Travassos Valdez e Júlio Gomes da Silva Sanches.
Manteve sempre uma sólida amizade com o marechal Saldanha, de quem foi ajudante de ordens.
Teve a sua primeira experiência governativa quando foi nomeado Ministro da Marinha e Ultramar do governo presidido por Saldanha no período de 25 de Julho a 18 de Novembro de 1835.
Em 1837 tomou parte activa na Revolta dos Marechais.
Foi eleito deputado em 1838 pela minoria cartista, permanecendo no Parlamento até 1840. Foi Governador Civil do Distrito de Lisboa de 31 de Agosto a 26 de Novembro de 1840, nomeado pelo governo presidido por José Lúcio Travassos Valdez, o 1.º conde de Bonfim.
Em 1841 foi eleito Presidente da Câmara dos Deputados.
Foi Ministro da Marinha e Ultramar no Governo do Entrudo de 7 a 9 de Fevereiro de 1842.
Foi Ministro e Secretário de Estado dos Negócios Estrangeiros interino de 22 de Maio de 1851 a 4 de Março de 1852, data em que foi substituído no cargo por João Baptista da Silva Leitão de Almeida Garrett, o 1.º visconde de Almeida Garrett. Voltou ao cargo a 17 de Agosto de 1852, primeiro como interino e depois como efectivo (a partir de 31 de Dezembro de 1852, nele permanecendo até 6 de Junho de 1856. Foi também Ministro da Marinha e Ultramar de 4 de Março a 17 de Agosto de 1852, acumulando a pasta com a dos Negócios Estrangeiros até 6 de Junho de 1856. Representava a facção dos ordeiros.
Foi director da Escola Politécnica de Lisboa e conselheiro do Tribunal de Contas.
Em 1853 foi elevado a Par do Reino e, por decreto de 15 de Março de 1853, agraciado com o título de visconde de Atouguia.